# Maâti Benkaddour
Pour les articles homonymes, voir Benkaddour.
Maâti Benkaddour, est un homme politique marocain né le 1er juillet 1947  à Ouled Hriz (Province de Settat).

## Parcours politique
- Il est membre du bureau exécutif du Rassemblement national des indépendants (RNI), dont il a été membre du Conseil national depuis 1978.
- Il a été député à la Chambre des représentants de 1984 à 1992 et parlementaire à la Chambre des conseillers depuis 1997, où il a assuré la présidence du groupe du RNI de 1997 à 2008. Il présidera, à partir d'octobre 2008, le groupe parlementaire « Rassemblement et Modernité » à la 2e Chambre.
- Il a présidé la Commission des ressources humaines au sein du Conseil consultatif de l'Union du Maghreb arabe, il est également membre du Conseil supérieur de l'enseignement et du Conseil régional de la région de Chaouia-Ouardigha.
- Membre du Conseil provincial de Settat, il préside, depuis 1976, la commune rurale de Jakma.
- Il préside la Commission permanente des semences au Ministère de l'agriculture, est président de l'Union marocaine de l'agriculture, de l'Association nationale marocaine des multiplicateurs de semences et de l'Association régionale des multiplicateurs de semences à la Province de Settat.
- Il était président de la Chambre des Conseillers du 13 janvier 2009 au 13 octobre 2009 en remplacement de Mustapha Oukacha décédé le 13 novembre 2008.
- Le 12 juin 2009, il est élu aux élections communales dans la commune Jakma (Province de Settat).